# Roland Schröder
Roland Schröder (n. 17 august 1962, Köthen, Halle District⁠(d), RDG) este un canotor ce a reprezentat Republica Democrată Germană, medaliat olimpic. A participat la o ediție a Jocurilor Olimpice (1988) în care a câștigat o medalie de aur.

## Participări
Lista de mai jos prezintă principalele competiții la care a participat Roland Schröder de-a lungul carierei.
- rowing at the 1988 Summer Olympics – men's coxless four[*][4]